# Nataša Gollová

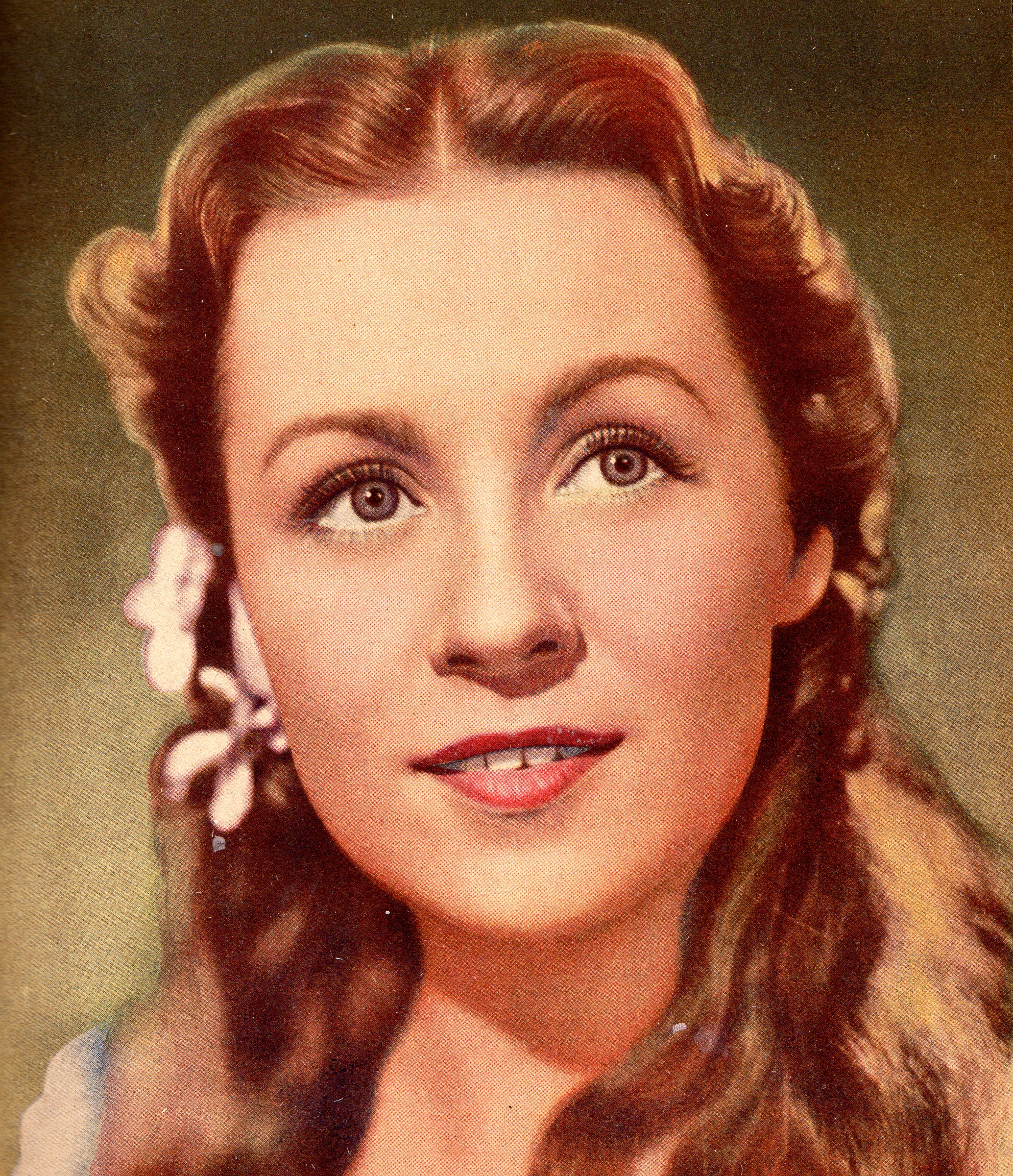
Nataša Gollová

Nataša Gollová (* 27. Februar 1912 als Nataša Hodáčová in Brünn, Österreich-Ungarn; † 29. Oktober 1988 in Prag) war eine tschechische Schauspielerin.

## Leben
Nataša Gollová war die Tochter des tschechischen Juristen, Politikers und Publizisten František Hodáč. Ihren Künstlernamen wählte sie später nach dem Nachnamen ihres Großvaters, des Historikers Jaroslav Goll. Nach dem Abitur besuchte Nataša Gollová zunächst die Philosophische Fakultät der Prager Karlsuniversität, die sie jedoch ohne Abschluss wieder verließ. Ihr Interesse galt mehr dem Theater sowie dem Ballet. Sie nahm privaten Schauspielunterricht und spielte an den Bühnen in Olomouc und Bratislava sowie ab 1935 in Prag.
Ihre erste Filmrolle, eine Komparsenrolle ohne Honorar, erhielt sie 1932 in dem Film Der ideale Lehrer (Kantor Idéal). Nach einigen weiteren vergleichsweise unbedeutenden Rollen gelang ihr 1939 mit der Rolle der Jiřina im Film Příklady táhnou (Regie: Miroslav Cikán) der Durchbruch. Zum Filmstar der ersten tschechoslowakischen Republik avancierte Nataša Gollová durch die Darstellung der Eva Norová in der Screwball-Komödie Eva macht Dummheiten unter der Regie von Martin Frič im selben Jahr. In den nächsten Jahren blieb sie auf das Komödienfach abonniert und spielte zusammen mit ihrem Filmpartner Oldřich Nový in Kristián (1939), Hotel blauer Stern (Hotel Modrá hvězda, 1941) oder Ein netter Mensch (Roztomilý člověk, 1941). Im Jahr 1944 wirkte die Schauspielerin unter dem Pseudonym Ada Goll in der deutschen Produktion Komm zu mir zurück (Regie: Heinz Paul) mit.
Nach dem Zweiten Weltkrieg belegten die kommunistischen Machthaber Nataša Gollová mit einem Berufsverbot, erst in den 1950er Jahren durfte sie wieder auftreten und überzeugte 1951 in der historischen Komödie Der Kaiser und sein Bäcker (Císařův pekař - Pekařův císař) unter der Regie von Martin Frič. Ab den 1960er Jahren spielte Nataša Gollová vornehmlich in Fernsehfilmen und Serien mit, 1974 war sie in Die teuren Tanten und ich (Drahé tety a já) als ältere Dame noch einmal auf der Kinoleinwand zu sehen. Ihren letzten Fernsehauftritt hatte Nataša Gollová in der dritten Folge der Fernsehserie Sanitka im Jahr 1984. Die Schauspielerin starb am 29. Oktober 1988 in einem Altersheim in Prag.

## Filme (Auswahl)
| - 1932: Der ideale Lehrer (Kantor Ideál) - 1939: Příklady táhnou - 1939: Lízino štěstí - 1939: Kristian - 1939: Eva macht Dummheiten (Eva tropí hlouposti) - 1939: Dívka v modrém - 1940: Maimärchen (Pohádka máje) - 1940: Okénko do nebe - 1940: Katakomby - 1941: Der Handschuh (Rukavička) - 1941: Ein netter Mensch (Roztomilý člověk) - 1941: Hotel blauer Stern (Hotel Modrá hvězda) - 1942: Velká přehrada - 1942: Okouzlená - 1943: Šťastnou cestu - 1943: Ein törichter Traum (Bláhový sen) - 1944: Komm zu mir zurück - 1951: Der Kaiser und sein Bäcker (Císařův pekař – Pekařův císař) - 1956: Meine Frau und ich (Kudy kam?) - 1964: Rebellion im Standesamt (Komedie s Klikou) - 1968: Der Leichenverbrenner (Spalovač mrtvol) - 1974: Die teuren Tanten und ich (Drahé tety a já) |

## Dokumentarfilm
- Naška, slečna z dobré rodiny (2007)